# Hiptage fraxinifolia
Hiptage fraxinifolia är en tvåhjärtbladig växtart som beskrevs av F.N. Wei. Hiptage fraxinifolia ingår i släktet Hiptage och familjen Malpighiaceae. Inga underarter finns listade i Catalogue of Life.